# ایکسورث
ایکسورث (به انگلیسی: Ixworth) یک روستا و محله مدنی در بریتانیا است که در St Edmundsbury واقع شده‌است. روستای ایکسورث ۲٬۳۶۵ نفر جمعیت دارد.